# Batalla de Gamonal (1808)
La batalla de Gamonal (también conocida como batalla de Burgos) fue una batalla librada en el pueblo de Gamonal, actual barrio de Burgos, el 10 de noviembre de 1808 entre las tropas de Napoleón y las españolas al mando de Ramón Patiño, conde de Belveder, saldándose con la derrota para las tropas españolas y dando paso al expolio de la ciudad de Burgos. 

## Contienda

### Antecedentes
A Burgos llegó el general Murat el 13 de marzo de 1808 tratando de buscar la adhesión del vecindario. No lo consiguió y a finales de año hubo alborotos, bajo pretexto de la detención de un correo, y el intendente, marqués de la Granja, estuvo a punto de perecer a manos del pueblo amotinado.

#### Intervención en Santander
El mariscal Bessières, que tenía asentado su cuartel general en Burgos, mandó salir, el 2 de junio de 1808, al general Merle con seis batallones y 200 caballos para apaciguar la insurrección de Santander.

#### Sublevación en Valladolid
Merlé hubo de regresar para unirse al general Lasalle, que había partido de Burgos el 5 de junio de 1808, con cuatro batallones y 700 caballos, hacia Valladolid.

#### Llegada del ejército de Extremadura

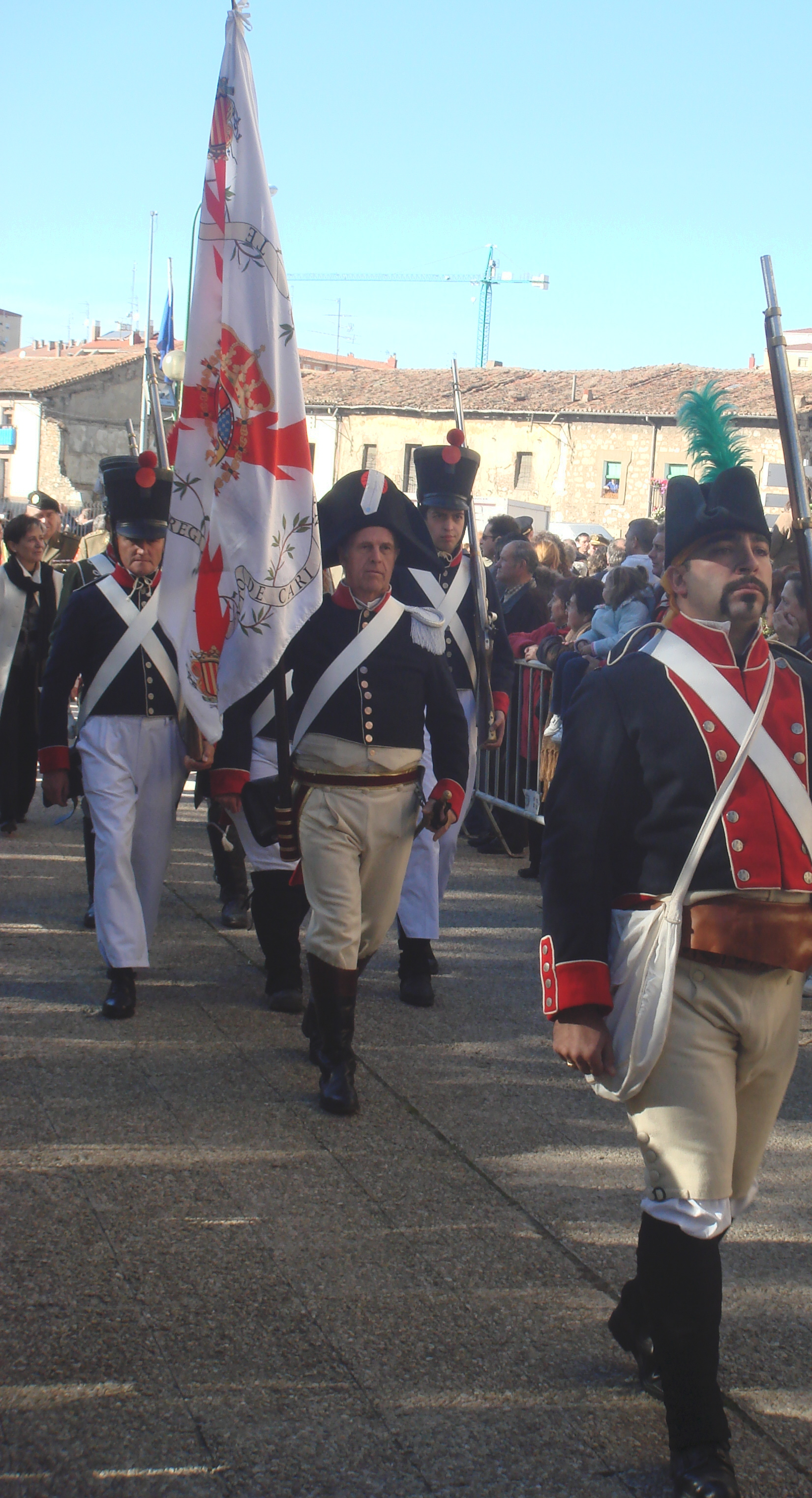
Conmemoración de la batalla, 2007.

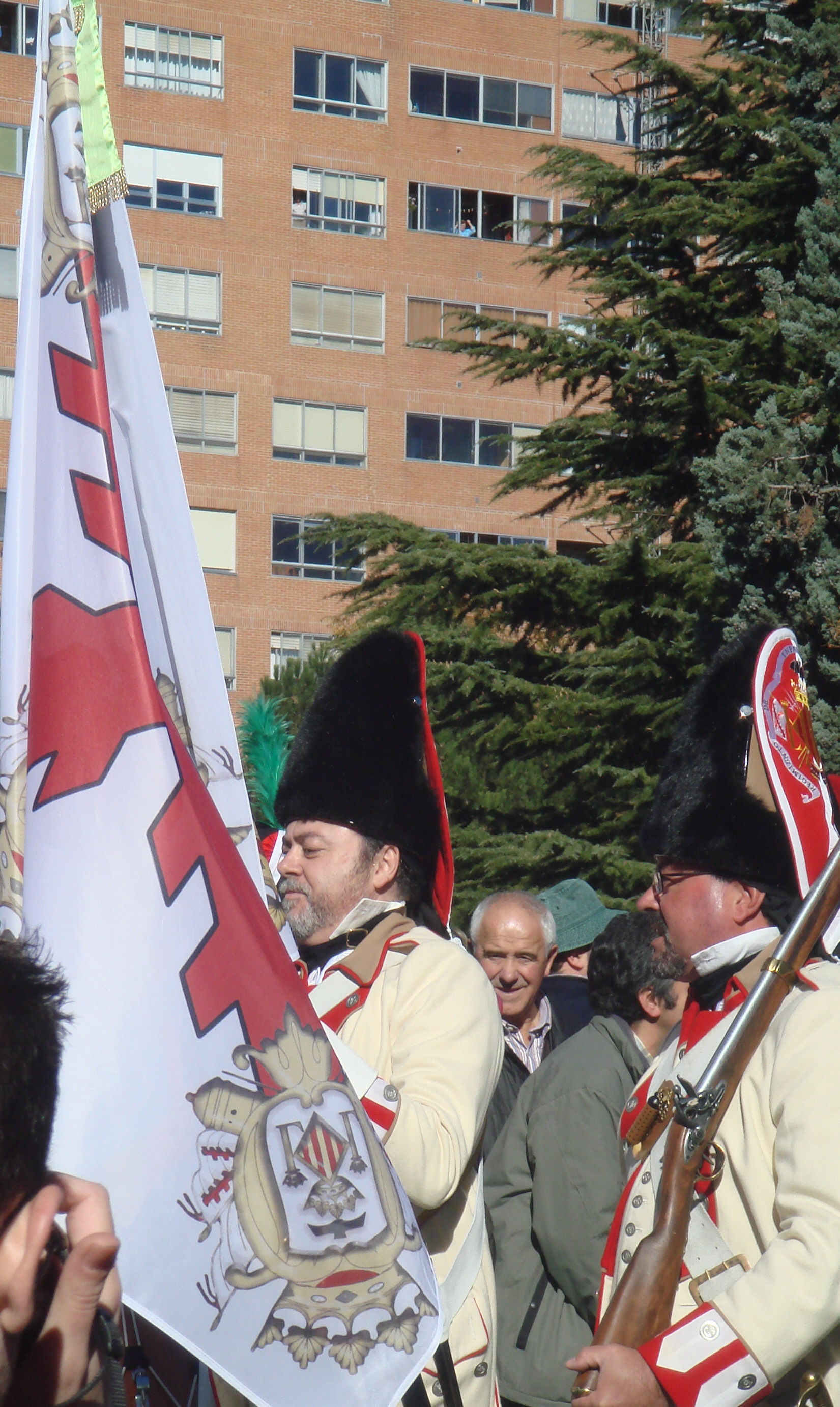
Conmemoración de la batalla, 2007.

Al quedar desguarnecida la ciudad llega el ejército de Extremadura, compuesto por 18.000 hombres, distribuidos en tres divisiones, al mando del joven conde de Belveder, nombrado por la Junta Central para reemplazar a José Galluzo.

#### Ejército imperial
El mariscal Soult toma el mando del II cuerpo francés, tras el cese de Bessières, que pasa al mando de la caballería y sale al encuentro de Napoleón en el recorrido de Vitoria a Madrid.

#### Guarnición de Burgos
Desde el 7 de noviembre de 1808 viene la 1ª división, la tarde del 9 llega la 2ª, quedando en Lerma la 3ª. En la ciudad y cercanías había 12 000 hombres, de los cuales 1200 eran de caballería.

#### Confianza de Belveder
Fiado Belveder en algunas favorables y leves escaramuzas, recomienda descanso a los oficiales de la 2ª división, considerando suficiente la 1ª para rechazar a los franceses, en caso de que atacaran. Ignoraba tanto la superioridad de sus adversarios como la endeblez de sus tropas.

### Comienzo de la batalla
A las 6 de la mañana del 10 de noviembre de 1808, el general Lasalle, con la caballería francesa, llegó a Villafría, a tres cuartos de legua de Gamonal, donde esperaba la 1ª división de Belveder, mandada por Fernando María de Alós. Como los franceses no disponían de infantería, retrocedieron hasta Rubena provocando la acción de la 1ª, que fue rechazada por Lasalle, obligando al repliegue hacia Gamonal.

#### Desarrollo
El resto del ejército español acude y es derrotado, entrando mezclados los vencedores con los vencidos en la ciudad de Burgos. La caballería pesada de Bessières acuchilla a los soldados fugitivos y se apodera de la artillería. Si las pérdidas españolas fueron considerables, la dispersión y el desorden fueron las características más importantes.

### Consecuencias
Los vencedores entraron en la ciudad, se dedicaron al pillaje y se apoderaron de 2000 sacas de lana fina. Napoleón sentó en Burgos su cuartel general y el 12 de noviembre, revistadas las tropas, concede perdón general y amnistía a todos los españoles que en el plazo de un mes, a contar desde su entrada en Madrid, depusieran las armas y renunciasen a toda alianza y comunicación con los ingleses. Napoleón parte hacia Madrid, dejando a su hermano José en la ciudad.

## Conmemoración
El barrio de Gamonal, bajo el patrocinio de la Asociación de Comerciantes y Empresas de Servicios de Gamonal Zona G de Burgos, conmemora esta batalla en espera de la celebración de su segundo centenario.
- Asociación Alarmas Gallegas.
- Asociación Cazadores de Olivenza (León).
- Asociación Cultural Amigos del Museo Histórico Militar de Burgos.
- Asociación Cultural Regimiento de Infantería de Línea "La Reina".
- Asociación de la Albuera (Extremadura).
- Asociación de Recreación Histórico Cultural de Asturias.
- Asociación de Voluntarios de la Batalla de Bailén (Voluntarios y Aguadoras).
- Asociación Histórico Cultural de Voluntarios de la Batalla de Bailén.
- Asociación Histórico Cultural "2 de Mayo" (Guardia Imperial de Móstoles).
- Asociación Histórico Cultural "General Reding".
- Asociación Histórico Cultural "Infantería de Línea Cariñena"
- Asociación Histórico Cultural Arcabuceros 1380-1880 (Burgos).
- Asociación Histórico Cultural Voluntarios de Aragón (Zaragoza).
- Asociación Histórico Cultural Voluntarios de Madrid 1808-1814.
- Asociación Histórico Cultural Zaragozana 1808 (Artilleros de Aragón).
- Asociación Musical Napoleónica.
- Asociación Napoleónica Española.
- Asociación Regimiento "Infantería de Línea Jaén 1808".
- Asociación Regimiento de Época Reales Guardias de Corps "Los desastres de la guerra".
- Grupo de Recreación Histórica Regimiento de Infantería de Línea Suizo Reding nº 3 (Málaga).
- Asociación Regimiento de Infantería de Línea Voluntarios de León (Astorga).
- Asociación Romana Plumbata-Galicia.
- Asociación Tiradores del Bierzo.
- Asociación Urgull Histórico (San Sebastián).
- Compañía Volante Artillería "Bailén por la Independencia".
- Grupo de Recreación Histórica "Compañía Fixa de Real Artillería de Málaga".
- 3eme Batailla de Chaneus des Montagnes Division Arizpe.